# Жаба Вольтерсторффа
Жаба Вольтерсторффа (лат. Wolterstorffina parvipalmata) — вид бесхвостых земноводных из семейства жаб (Bufonidae). Назван в честь немецкого зоолога Вилли Вольтерсторффа (1864—1943).
Обитает на западном и южном склонах Камерунского хребта (включая гору Камерун) и холмов Яунде в Камеруне, а также на плато Обуду в восточной части Нигерии. Его естественной средой обитания является горный лес с замкнутым пологом вблизи ручьев и небольших водопадов. Виду угрожает потеря среды обитания. Встречается в национальном парке Кросс Ривер(Cross River National Park).